# Histoire d'Aix-en-Provence au XIXe siècle

L'histoire d'Aix-en-Provence au XIXe siècle est celle d'une ville connue pour avoir acquis au XIXe siècle le surnom de « belle endormie », faisant allusion à la léthargie, voire à l'immobilisme, de ses administrateurs urbains. Cette image est illustrée par le commentaire de Taine en 1866 pour qui Aix est « tombée ou laissée de côté par la civilisation qui se déplace ». Pour l'historien Philippe Vaudour, l'appellation mérite toutefois d'être nuancée. Aix a connu dès les années 1850 une politique urbaine dynamique, concrétisée par la construction de nouvelles voies ou le projet de création de nouveaux quartiers.
Les principales entreprises de la ville sont alors des échoppes de chocolatiers, de fabricants de chapeaux, de savon, d'huile et de nougat. C'est un artisanat relativement peu développé, qui devra attendre les années 1840 pour connaître un essor.

## Développement urbain

### Aménagements urbains

#### Dénomination des rues

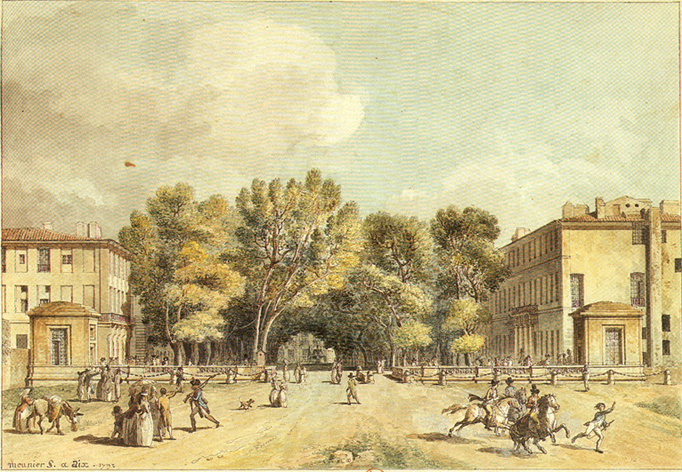
Vue de la principale entrée de la ville d'Aix, Meunier, 1792.

La ville se dote à partir de 1811 de ses premières dénominations officielles de rues, qui succèdent aux appellations révolutionnaires d'isles, facilitant par là le premier recensement. Pour cette première re-dénomination des rues aixoises, trois personnalités d'Aix sont honorées, avec la fondation de la rue Peiresc, la rue Monclar et la rue Tournefort. Ce mode de nomination se poursuivra lentement jusqu'à 1870 environ, date à laquelle il s'accélère, de nombreuses rues et avenues étant alors rebaptisées. Le cours Mirabeau reçoit son nouveau nom en 1876. Jusqu'alors, il était connu sous la simple appellation de « Cours ». L'idée est durant cette période de donner à des rues aixoises la dénomination d'hommes politiques dont l'influence est connue nationalement, mais dont une partie de l'engagement a été en faveur de la ville d'Aix. Dans cette optique s'inscrit la dénomination des rues Thiers ou Portalis. 85 ans après sa mort, Mirabeau est à Aix un personnage populaire, principalement auprès du peuple, car la noblesse lui reprochera longtemps ses mœurs dissolues.

#### Démolition du rempart (1848-1874)
Alors que la municipalité aixoise envisage de supprimer les parapets de la partie supérieure du rempart en 1819, la démolition pure et simple de l'ouvrage fait progressivement son chemin. La mairie entreprend des travaux sans l'accord de la préfecture. Dans les 50 années qui suivent la Révolution, le rempart, d'une hauteur de 6 mètres en moyenne et d'une épaisseur de 3 mètres, n'est pas entretenu ni restauré. Progressivement, il se détériore au point de présenter une menace pour le public. Finalement, une délibération municipale du 28 décembre 1848 (municipalité Aude) met à adjudication la démolition des portes Bellegarde, d'Italie, de Villeverte et d'Orbitelle et le rabaissement du rempart longeant le cours d'Orbitelle (sud de la ville). Trois maçons de la ville sont chargés des travaux : Arnaud Claude, Antoine Bey et Michel Léouffré.
Six autres portes sont encore à démolir et ce sont les municipalités suivantes qui s'en chargent. Jassuda Bédarride (1848-1849) puis Émile Rigaud (1849-1863) organisent la démolition de la plus grande partie du rempart ainsi que de plusieurs portes. Les deux dernières portes, la porte Notre-Dame (nord de la ville) et celle de la Plateforme (est) sont réalisées en 1874.

#### Aménagement de la place de la Rotonde

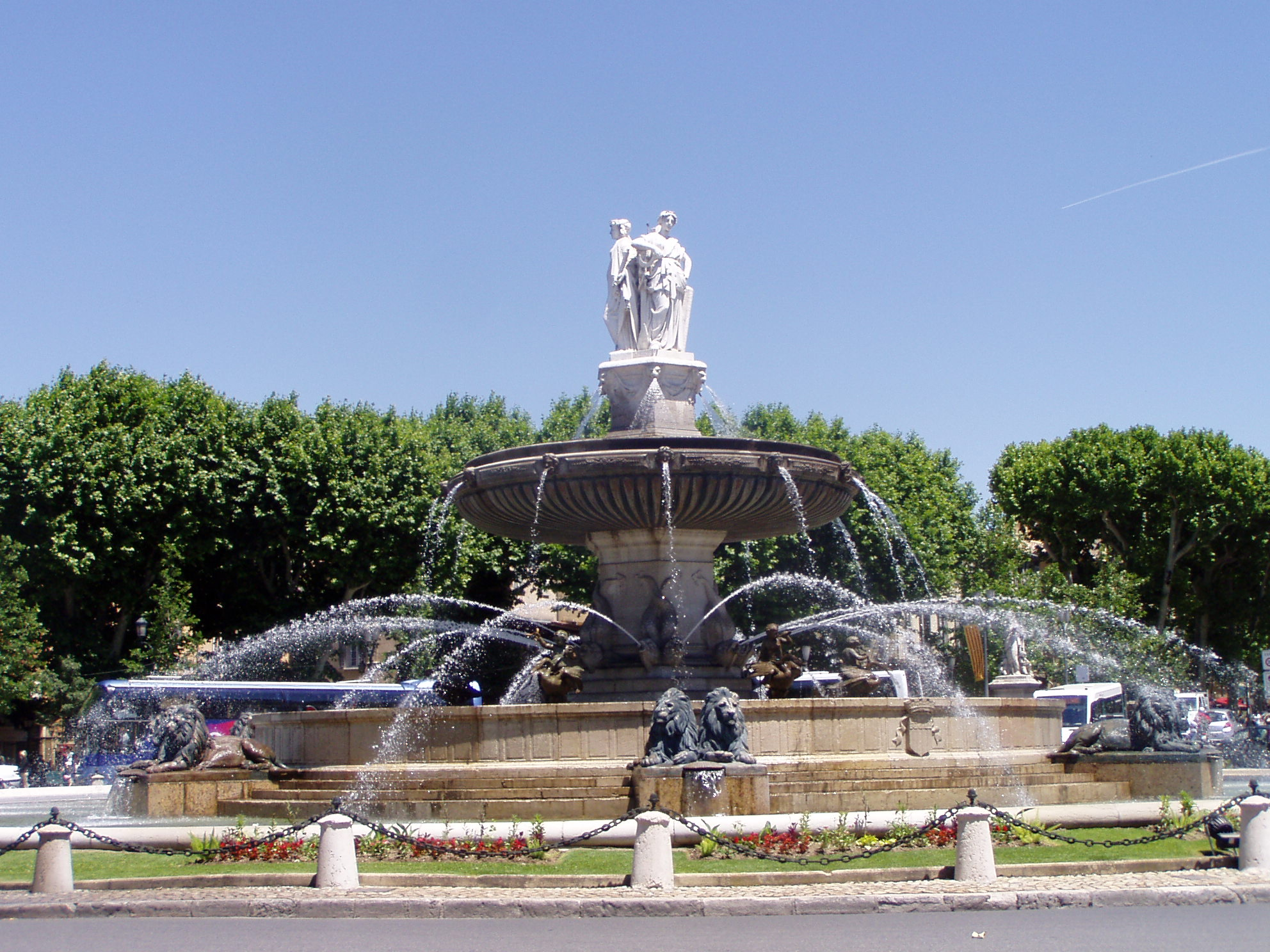
Fontaine de la Rotonde.

Aix se dote en 1860 d'une fontaine monumentale qui vient trôner sur la place de la Rotonde, véritable porte d'entrée de la ville et confluent des routes d'Avignon et de Marseille. Conçue par l'ingénieur des Ponts et Chaussées Théophile de Tournadre, elle est aujourd'hui l'un des monuments les plus connus d'Aix-en-Provence. Son bassin a un diamètre de 32 mètres et la fontaine s'élève à 12 mètres de hauteur. Trois statues de marbre, réalisées chacune par un sculpteur différent, ornent son sommet. Chacune a une signification particulière et regarde vers une voie. La sculpture qui regarde vers le cours Mirabeau a été réalisée par l'Aixois Joseph Marius Ramus (1805-1888). Elle symbolise la justice. La statue qui regarde la route de Marseille (avenue des Belges), œuvre de Louis-Félix Chabaud (1824-1902), sculpteur de Venelles, symbolise le commerce et l'agriculture. Enfin, la troisième, orientée vers la route d'Avignon, a été sculptée par Hippolyte Ferrat (1830-1882) et symbolise les beaux-arts. Le piédestal qui surmonte la vasque a été réalisée par François Truphème (1820-1888).

## Développement économique

### Les industries aixoises
Conformément à un important développement économique qui voit le jour dans les Bouches-du-Rhône, la ville d'Aix connaît une activité ouvrière très importante. On y crée une Bourse du Travail en 1896, dix ans après celle de Marseille.

### Aix et le chemin de fer

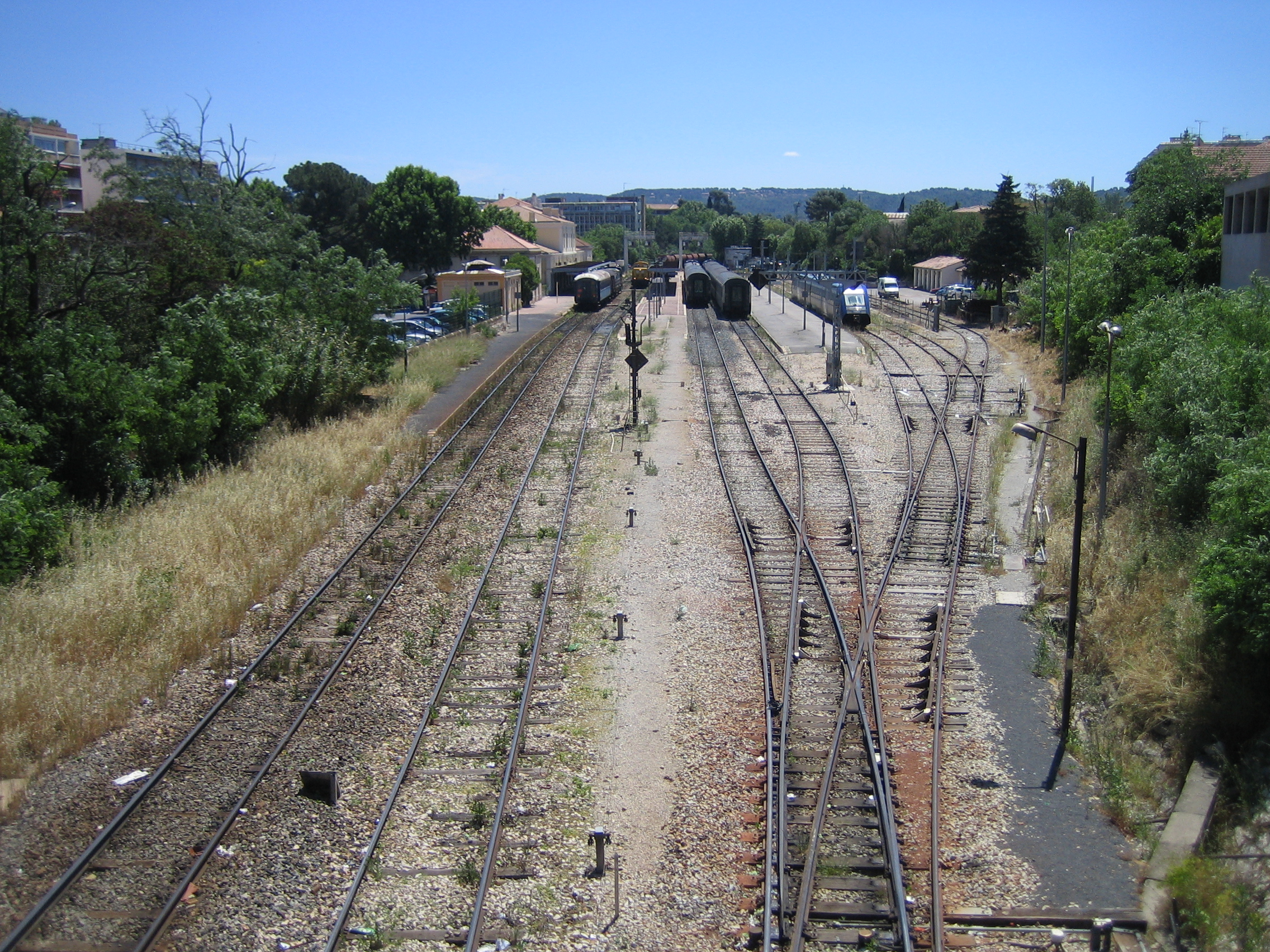
Le chemin de fer à Aix.

La ville a longtemps été tenue à l'écart du chemin de fer. Au début des années 1840, la compagnie du PLM crée une ligne Paris-Marseille qui passe par Arles, mais oublie Aix, malgré la demande d'Antoine Aude, le premier magistrat de la ville, auprès du gouvernement. Il est possible de voir dans le manque de vigueur démographique d'Aix, qui stagne à 24 000 habitants depuis plusieurs décennies, ainsi que la crise de plusieurs industries, dont celle du textile aixois, les raisons de ce choix. 
Alors que les élus locaux demandent l'implantation d'une ligne traversant la vallée de l'Arc, au sud d'Aix, un embranchement reliant Rognac à Aix voit finalement le jour en 1845. Les travaux de cette ligne sont achevés en 1852, mais il ne s'agit que d'une voie secondaire. C'est à cette époque qu'est construite la gare centrale d'Aix, à quelques centaines de mètres au sud-est de l'agglomération – aujourd'hui incluse dans un secteur densément urbanisé. 
Pour ajouter à l'isolement d'Aix, le 19 juin 1857, un décret impérial décide de la création d'une ligne Gap-Avignon, mais celle-ci ne passera pas non plus par Aix, préférant traverser le val de Durance et les communes vauclusiennes de Pertuis et Cheval-Blanc. De fait, la ville souffre sur le plan économique de ces décisions politiques qui l'isolent en Basse-Provence. Les industries locales souffrent aussi de cette situation car beaucoup dépendent du commerce des bœufs et des moutons avec les Alpes, entre autres, notamment depuis la création du marché d'Aix, en 1791, où de nombreux bestiaux sont vendus.
En 1870 est créé un tronçon reliant Aix à Meyrargues et trois stations de voyageurs et de marchandises, à La Calade, Venelles et Meyrargues. En 1877 est ouverte une ligne reliant Aix à Marseille, via Gardanne. Ces nouvelles données permettent à Aix de conserver une bonne partie de ses échanges avec les régions de la Durance, mais constitue un handicap dans son commerce avec la vallée de l'Arc qui décline progressivement, ce dont Marseille profite. D'autant que la ligne avec Marseille est à voie unique et que son trafic tourne donc au ralenti, ce qui pousse les pouvoirs publics à demander le doublement de la voie – on estime qu'en 1900, 100 tonnes annuelles de marchandises transitent encore entre Aix et Marseille par charrettes.
Enfin, en 1903, une nouvelle ligne relie Aix à Salon-de-Provence par Lambesc et Saint-Cannat et constitue le dernier tronçon qui isolait encore Aix d'un point de vue ferroviaire.

## Les institutions militaires
De nombreuses unités ont stationné à Aix, cours Sainte-Anne, durant le XIXe siècle, comme le 112e régiment de ligne qui y a été établi en 1874. Plus tard, d'autres unités y stationneront, comme le 55e et le 61e régiment d'infanterie en 1906.

## Aix et les arts

### La ville des peintres
Aix-en-Provence est bien sûr la ville qui a vu naître et mourir Paul Cézanne (1839-1906). C'est au collège Bourbon d'Aix qu'est née la profonde amitié entre Cézanne et Émile Zola.

## Le grand tremblement de terre de 1909
Le 11 juin 1909, plusieurs villages au nord d'Aix sont frappés par un séisme dont la magnitude est évaluée à 6,2 sur l'échelle ouverte de Richter : il provoque la mort de 46 personnes et de nombreux dégâts. La ville d'Aix échappe à de lourds dégâts. La toiture de la vermicellerie Augier s'effondre et quelques murs se lézardent. En revanche, les quartiers au nord de la ville sont plus sérieusement touchés, Puyricard en tête, où les dégâts sont considérables.